# A-92N (motorväg, Spanien)
A-92N är en förgreningsväg från A-92 (en huvudväg genom provinsen Granada), och går mellan Guadix och gränsen mot Murcia vid Velez-Rubio. I Murcia fortsätter vägen som A-91. Vägen bjuder på ett alternativ för dem som färdas mellan Alicante och Málaga och inte vill följa kusten, där motorvägen ännu inte är helt färdigbyggd.